# 稲川淳二の恐怖への招待状
『稲川淳二の恐怖への招待状』は、1995年2月10日に公開されたオムニバスホラービデオ。 
稲川淳二ホストによる怪奇談話を6話収録。

## 収録怪談
1. 「彷徨う人形」
2. 「面」
3. 「病院」
4. 「メリーさんの館」
5. 「死の入り口」
6. 「リヤカー」

## 逸話
稲川淳二の怪談の中で群を抜く知名度と恐怖度を誇る怪談『彷徨う人形（生き人形）』を、オリジナルビデオ作品で初めて収録したのが本作品である。公開前から稲川自身、話したくないと拒んでいた生き人形については、プロデューサーの田川幹太の説得により収録したが、のちに田川の家族に奇怪な現象が起きたという逸話がある。

## アプリ
JSDSSから2005年に同作品のDVD版が発売。
2010年8月に同作品からの抜粋怪談『面』、『病院』が収録されたiPhone用アプリをSoftgarageがリリースした。